# Viljami Loponen
Viljami Loponen (* 2008) ist ein finnischer Schauspieler.

## Leben und Karriere
Loponen wurde im Jahr 2008 geboren. Seine Mutter ist die Schauspielerin Liisa Vuori. Seit seinem zehnten Lebensjahr steht Loponen auf der Bühne des Stadttheaters Lahti, wo er unter anderem 2019 in der Bühnenadaption des Romans Neljäntienristeys mitwirkte. Sein Schauspieldebüt gab er 2021 in einer Folge in Erityiset. 2022 belegte er in der Serie Munkkivuori eine der Hauptrollen. Außerdem war Loponen 2023 in der dritten Staffel von Arctic Circle – Der unsichtbare Tod zu sehen.

## Filmografie
Serien
- 2021: Erityiset
- 2022: Munkkivuori
- 2023: Arctic Circle – Der unsichtbare Tod